# Poročnik korvete (Slovenska vojska)
Poročnik korvete je najnižji pomorski častniški vojaški čin v uporabi v Slovenski vojski (SV). Poročnik korvete je podrejen poročniku fregate. Pomorski čini Slovenske vojske (in s tem tudi ta čin) so bili uvedeni leta 1995. Z reformo činovnega sistema leta 2002 je čin postal najnižji čin, saj je bil do takrat drugi najvišji čin, nadrejen činu podporočnika.
Čin je enakovreden činu poročnika, ki ga uporabljajo častniki pehote oz. vojnega letalstva; do leta 2002 je bil čin enakovreden činu poročnika. V skladu s Natovim standardom STANAG 2116 čin spada v razred O-1.

## Oznaka
Prvotna oznaka čina (1995-2002) je bila ista kot oznaka poročnika, le da je namesto lipovega lista imela sidro.
Z reformo leto 2002 je bila uvedena nova oznaka čina, ki je sestavljena iz širokega traku s pentljo.

## Zakonodaja
Poročnike korvete imenuje minister za obrambo Republike Slovenije na predlog načelnika Generalštaba Slovenske vojske.
Vojaška oseba lahko napreduje v čin poročnika korvete po končanju Šole za častnike Slovenske vojske.
Ob povišanju poročnik korvete prejme tudi mali nož Slovenske vojske.